# 胰岛素泵

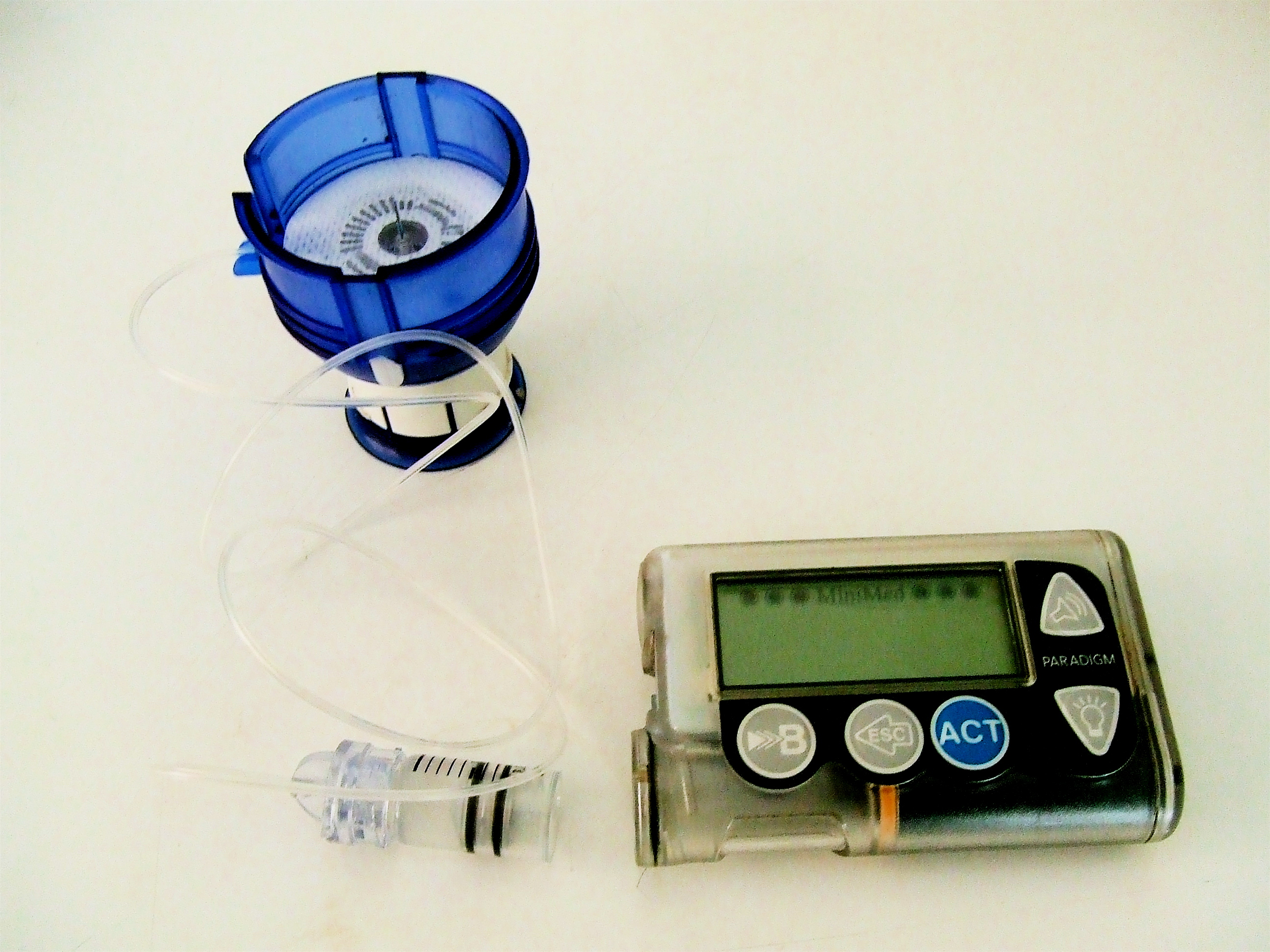
胰島素幫浦與注射器。

胰岛素泵（又譯胰島素幫浦，英語：insulin pump）是在糖尿病治疗中用于連續輸注胰岛素的医用设备，也称为持续皮下胰岛素输注治疗装置。胰岛素泵能向皮下持续输入胰岛素，并通过模拟机体生理性分泌胰岛素的模式，即平时分泌基础剂量胰岛素，进食时分泌大量胰岛素，更好地帮助患者控制血糖。

## 设备
不同的设计会有不同的设备配置。一个经典的胰岛素泵往往包括以下几个部分：
• 泵本体（包括操纵器,处理器,和电池）
• 一次性胰岛素储液器（泵内）
• 一次性输注套装，包括用于皮下持续输注的插管，和用来连接储液器与插管的软管
胰岛素泵也会有其他配置。一些最新的型号中可能包括可供多次使用的泵装置，或者在输注套装设备中去除了软管。
在以往，患者为了维持血糖水平，往往只能一人多次使用胰岛素注射器或胰岛素笔。现在，胰岛素泵提供了另外一种选择。不仅如此，通过添加血糖监测和碳水化合物计数装置，它还能为患者提供强化胰岛素治疗。

## 剂量
胰岛素泵能够以持续输入速效胰岛素的方式来代替基础慢效胰岛素。
胰岛素泵可以通过以下两种方式来传输同种速效胰岛素：
- 大量剂量：用以控制一顿饭的血糖，或调整过高的血糖水平。

- 基本剂量：会根据可调基础率持续输入，来保证餐间或夜晚的血糖水平。

## 优缺点

### 胰岛素泵治疗的主要优点
• 生活更灵活
• 胰岛素输注可预测
• 胰岛素输注更准确
• 输注可以精确到1/10胰岛素单位
• 血糖控制更严格,降低低血糖风险
• 减少严重低血糖情况的发生
• 避免血糖大幅度波动
• 协助控制“黎明现象”
• 减少注射痛苦

### 胰岛素泵治疗的主要缺点
• 导管接触部位皮肤易感染
• 泵故障或吸收问题可引起糖尿病酮症酸中毒
• 费用：泵本身价格高昂，此外还有持续性的供给费用
• 每天至少四次检测血糖水平
• 周围人会知道你患有糖尿病